# Disolfato di potassio
Il Disolfato di potassio (o pirosolfato di potassio) è il sale di potassio dell'acido disolforico (o acido pirosolforico) di formula K2S2O7, che in condizioni normali si presenta come un solido cristallino bianco inodore.

## Sintesi e reazioni del composto
Il composto si ottiene per pirolisi dell'Idrogenosolfato di potassio ad una temperatura superiore a quella di fusione, in modo da provocare l'eliminazione di una molecola d'acqua. Inoltre, per riscaldamento a temperature più alte, il pirosolfato di potassio si decompone in solfato di potassio liberando anidride solforica. Questa reazione è dunque utilizzata anche per la sintesi dell'anidride solforica, in cui il pirosolfato di potassio è uno stadio intermedio.
1. a T = 315 °C, 2 KHSO4 → K2S2O7 + H2O
2. a T = 460 °C, K2S2O7 → K2SO4 + SO3

La prima reazione è reversibile, e infatti il pirosolfato di potassio in soluzione acquosa è instabile e idrolizza generando due ioni solfato e due protoni, oltre a due ioni di potassio; le soluzioni di disolfato di potassio sono quindi particolarmente acide.
Il pirosolfato di potassio, come anche gli altri sali del pirosolfato, viene utilizzato in chimica analitica per solubilizzare gli ossidi metallici difficilmente solubili negli acidi, come l'ossido di alluminio calcinato. I pirosolfati agiscono infatti trasformandosi in solfati solubili.